# Figurine pilier

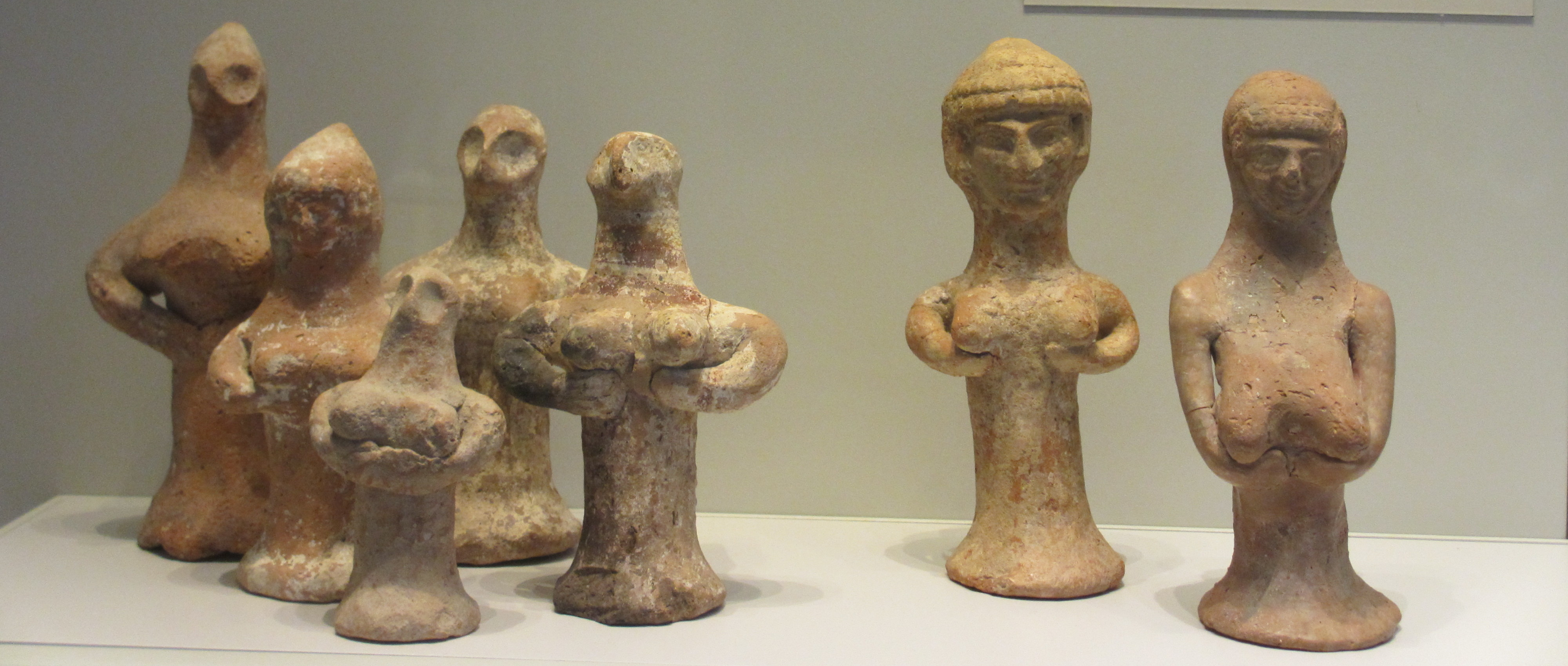
Figurines piliers judéennes, (Musée d'Israël, Jérusalem)

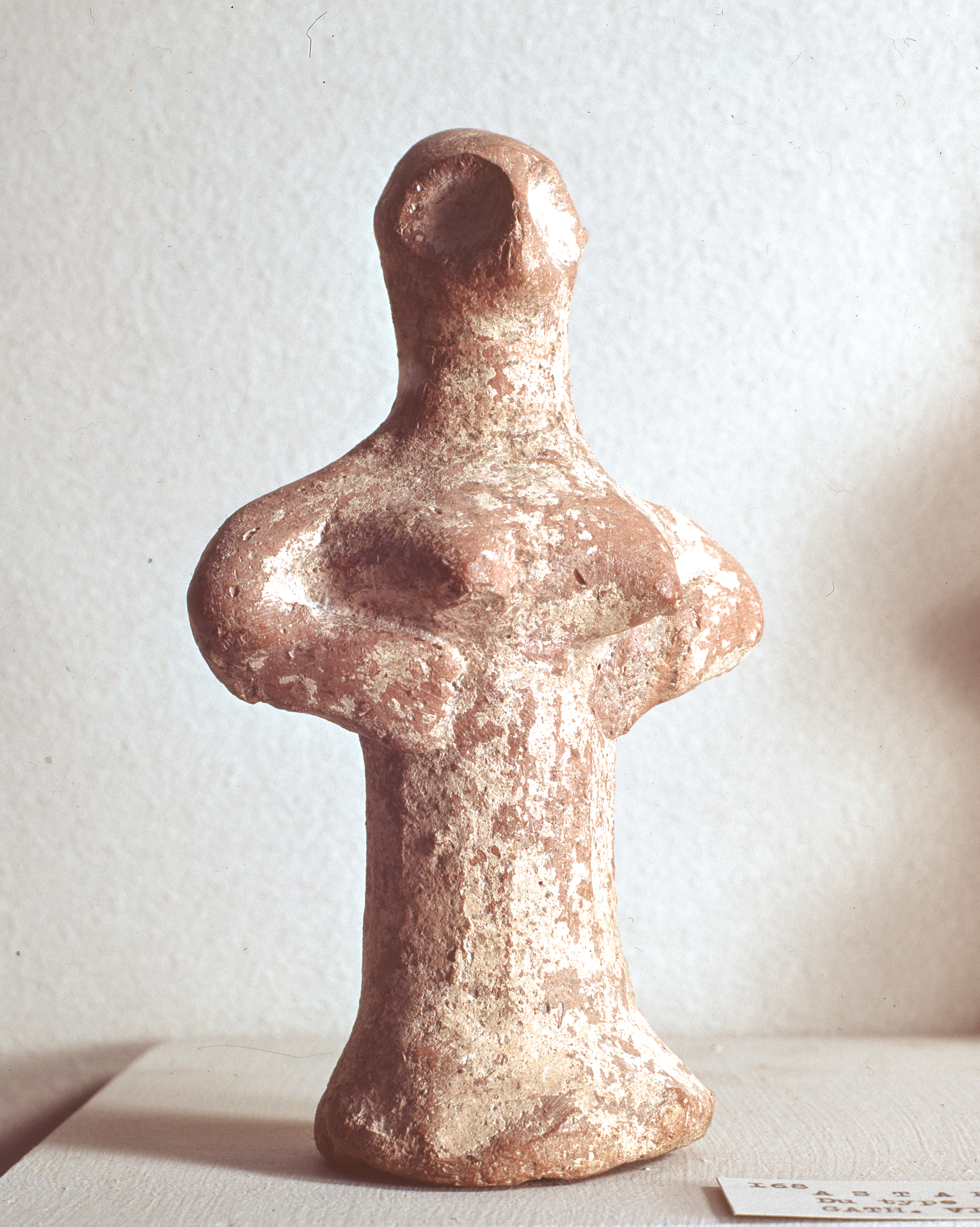
Figurine pilier judéenne

Une figurine pilier est un type de statuette en terre cuite répandu dans le royaume de Juda aux VIIIe et VIe siècles av. J.-C.. On en a retrouvé plusieurs centaines, dont la moitié à Jérusalem. On les a retrouvé dans un contexte domestique où elles avaient peut-être une fonction apotropaïque. Elles sont souvent considérées comme des représentations des déesses Astarté ou Ashéra.